# Michael Ma'afu
Michael Ma'afu (Tonga, 8 de enero de 2000) es un jugador profesional tongano de rugby que se desempeña en la posición de número 8 en Anthem Rugby Carolina, equipo perteneciente a la liga Major League Rugby.

## Carrera
Ma'afu hizo su debut como profesional con el equipo San Diego Legion, después pasó a Anthem Rugby Carolina, disputando su segunda temporada en la Major League Rugby.